# Черкез Этхем
Этхем-черкес (тур. Çerkez Ethem; между 1880 и 1886, около Бандырмы, Османская империя — 7 октября 1949 или 1950, Амман, Иордания) — османский и турецкий военный деятель, получивший известность во время Войны за независимость Турции.

## Детство и юношество
Точная дата рождения Этхема неизвестна — в различных источниках указаны 1880, 1883, 1884 и 1886 годы. Известно, что он происходил из адыгского (шапсугского) мусульманского рода, представители которого в 1860-е годы принужденно переселились с российского Кавказа в Османскую империю (в Турции таких людей именовали черкесами). Этхем родился в деревне Эмрекёй около Бандырмы, был младшим из пяти сыновей Али-бея. Два его старших брата, Ильяс и Нури, погибли в сражениях с греческими бандформированиями. Два других брата, Решит и Тевфик, в соответственно 1901 и 1902 годах поступили на обучение в военную академию и по окончании её стали офицерами. Решит-бей впоследствии участвовал в нескольких войнах и сделал политическую карьеру: был избран депутатом нижней палаты первого турецкого парламента (тур. Meclis-i Mebusan) от Сарухана (ныне провинция Маниса в Турции), а затем вошёл в состав первого меджлиса Турецкой Республики.
Сам Этхем, по некоторым сведениям, убежал из дома в возрасте четырнадцати лет и поступил на обучение в кавалерийское училище в Бакыркёе, где готовили младших офицеров. Во время Балканских войн воевал против болгарских войск, где проявил себя храбрым солдатом, был ранен, награждён медалью и отмечен денежной премией. После вступления Османской империи в Первую мировую войну служил в контрразведке (так наз. Особом учреждении, тур. Тешкилят-и Махсуса) под началом Эшрефа Сенджера Кушчубаши, участвуя в секретных операциях на территории Ирана, Афганистана и Ирака. Во время одного из таких рейдов получил ранение, после чего возвратился в родную деревню.

## Во время Войны за независимость
После поражения Османской империи в Первой мировой войне и начала оккупации её территории войсками Антанты Этхем 15 мая 1919 года основал на западе Анатолии в районе Измира (Смирны) особую мобильную боевую группу (Kuvva-yi Seyyare), присоединившуюся затем к движению Ататюрка за независимость Турции и ставшую частью иррегулярных Национальных сил (тур. Kuvva-yi Milliye). В составе 20-го Анкарского корпуса под командованием Али Фуата-паши вместе с братьями участвовал в партизанских наступательных операциях против британских и греческих войск.
Поскольку регулярная армия как таковая до момента созыва Национального собрания фактически не была сформирована, отряды Этхема занимались, помимо борьбы с интервентами, подавлением внутренних восстаний, таких как восстания Ахмеда Анзавура и Чопура Мусы в Болу, Дюздже, Гереде и Йозгате. При этом Этхем-черкес в ряде случаев самовольно, без согласования с меджлисом в Анкаре приказал казнить главарей мятежников, что привело к конфликту Этхема с руководством официальных «трибуналов независимости» (тур. İstiklâl Mahkemeleri), подконтрольных Анкаре.
В конце 1920 года командир 20-го корпуса Али Фуат-паша и вместе с ним Этхем-черкес успешно командовали войсками в Сражении при Гедизе (провинция Кютахья), восстановив контроль над районом города Гедиз и в первый раз с начала войны заняв часть оккупированных измирских территорий.

## Восстание и бегство из Турции
Ещё с конца 1910-х гг. Этхем-черкес стал интересоваться социализмом, в том числе работами Владимира Ильича Ленина. Позднее он стал одним из участников так наз. «Общества Зелёной Армии» (Yesil Ordu Cemiyeti) — своего рода «исламистско-большевистскому» блоку в меджлисе. Его батальон численностью в 700 штыков даже стали неофициально именовать «большевистским батальоном». Разногласия Этхема с руководством кемалистов постепенно нарастали, а личный его конфликт с Исмет-пашой (Инёню), новым командующим Западным фронтом, ещё больше осложнил отношения Этхема с Анкарой. В конце концов от Этхема потребовали подчинить все верные ему иррегулярные войска правительству в Анкаре. Он отказался и 27 декабря 1920 года восстал против центральной власти.
14 января 1921 года против Этхема-черкеса были направлены войска под командованием Рефет-бея. 21 января 1921 года между ними произошло сражение, в результате которого отряды Этхема были разбиты. Сам Этхем, два его брата и небольшая группа сторонников смогли бежать через линию фронта в Грецию и укрылись там.
После окончания Войны за независимость правительство Турции объявило Этхема, его братьев и всех их сторонников и родственников изменниками. Впоследствии Этхем с двумя братьями попал в список так называемых Yüzellilikler — «группу ста пятидесяти», члены которой после заключения правительством Ататюрка Лозаннского договора в 1923 году были объявлены персонами нон грата и которым был официально запрещён въезд в страну. Братья некоторое время жили в Греции, затем в Германии и разных арабских странах, в итоге осев в Аммане (Трансиордания). В 1935 году все они были на некоторое время помещены под домашний арест по обвинению в том, что якобы планировали убийство Ататюрка.
В 1937 году парламент Турции принял решение амнистировать братьев и позволил им вернуться на родину. Однако Этхем отказался, заявив, что никогда не был предателем и потому не нуждается в амнистии; два его брата, Тевфик и Решит, впоследствии вернулись в Турцию: Тевфик в 1938-м, а Решит в 1950-м году. Сам Этхем умер в Аммане 7 октября 1949 (по другим данным, 1950) года от опухоли мозга.